# Cities XL
Cities XL je počítačová hra ve vývoji ve studiu Monte Cristo, autorů, například, hry City Life . Jedná se městskou budovatelskou strategii, která by měla zaplnit prázdné místo v tomto žánru po sérii SimCity. Hra vyšla 8. října roku 2009, v Severní Americe o den později. Hra obsahuje klasickou singleplayerovou hru, ale, nově ve svém žánru, nabídne i perzistentní online svět.

## Hra
Cities XL využívá základních herních principů v tomto žánru, ale také přidává zcela nové možnosti.

### Zóny
Hráč má k dispozici čtyři typy zón: rezidenční, obchodní, průmyslovou a volnočasovou. Všechny tyto zóny opět mají tři druhy možností hustoty zástavby. Hra nabízí mnohem více volnosti, například si můžete dovolit specializovat své město na nějakou oblast a zbytek potřebných věci dovážet a nakupovat od sousedů.

### Doprava
Doprava v Cities XL doznala značného posunu vpřed. Můžete stavět silnice, dálnice, železnice, mosty, tunely, atd. Nyní ve hře už nejste omezeni na čtverečky, můžete stavět komunikace i zakřivené. Také je možnost si silnice plně nadefinovat a určit, jak bude široký chodník, kolik pruhů silnice bude mít, můžete i určit, jakým směrem se po jakém pruhu pojede. Jednotlivé dopravní pruhy budete moci i specializovat jen pro autobusy,tramvaje,trolejbusy nebo pro cyklisty jako cyklostezky.

### 3D město
Hra je plně ve 3D se značnými detaily. Ve hře si můžete vytvořit svého avatara a můžete se po svém městě procházet a prohlížet si jej z pohledu obyvatel, a to nejen po svém městě ...

### Krajina
Autoři také dbají na co nejrealističtější provedení krajiny. Každému typu krajiny hory, pobřeží, poušť odpovídá i příslušné podnebí. Je také možné libovolně měnit denní dobu.

### GEMy
GEM (Game Enhancement Modules) je přídavek do hry, který vám dá možnost ovládat i konkrétní podniky ve stylu Tycoonu se svým vlastním mikro-managementem. Plánovanými jsou například Ski areál, pláže a letiště.

## MMOG
Hra kromě singleplayeru obsahuje i možnost připojit se do perzistentního online světa. Bude se jednat o planety, schopné hostovat až tisíce měst. Oproti singlepayeru budete moci obchodovat a uzavírat smlouvy s jinými hráči, spolupracovat na společných projektech nebo využívat svých specializacích měst. Své město budete moci kontrolovat, i když nebudete doma, ale ve škole či práci, přes web Cities XL.